# Hellmuth Schmidt-Breitung
Hellmuth Schmidt-Breitung (* 11. April 1884 in Dresden als Otto Ludwig Hellmuth Schmidt; † 22. November 1928) war ein deutscher Lehrer und Historiker.

## Leben
Er war der Sohn des Schriftstellers Otto Eduard Schmidt. Nach Abitur und erfolgreicher Promotion an der Universität Leipzig 1907 war er ab 1908 als wissenschaftlicher Lehrer in Freiberg und ab 1913 in Leipzig tätig. 1920 wurde er als Studienrat an die Fürstenschule St. Afra nach Meißen berufen, wo er bis zu seinem Lebensende 1928 wirkte. Daneben war er auch als Lehrer an der Sächsischen Polizeischule in Meißen tätig.
Schmidt-Breitung verfasste u. a. mehrere Publikationen zur Stadtgeschichte von Meißen und zur Ausbildung von Geschichtslehrern, die teilweise in mehreren Auflagen erschienen. Er war Mitglied des Sächsischen Philosophischen Vereins und Vorsitzender dessen Fachgruppe Geschichte. Ab Band X gab er die Mitteilungen des Vereins der Geschichte der Stadt Meißen heraus. Im Auftrag der Sächsischen Kommission für Geschichte hatte er die Fortsetzung der Erarbeitung des Urkundenbuches von Meißen übernommen. Durch seinen frühzeitigen Tod konnte er dieses langwierige Projekt nicht vollenden. Wie aus einer Handakte von Woldemar Lippert hervorgeht, übernahm die Sächsische Kommission für Geschichte das unvollendete Manuskript und die Materialsammlung aus dem Nachlass von Schmidt-Breitung.

## Veröffentlichungen (Auswahl)
- Die sächsischen Bauernunruhen des Jahres 1790. Meißen, 1907.
- Grundriß der Bürgerkunde. Schlimpert, Meißen, 1910.
- Lebensbilder aus der deutschen Vergangenheit und Gegenwart. Meißen, 1916.
- Erzählungen aus der Geschichte des Mittelalters und der Neuzeit bis 1648. 8. Aufl., Meißen, [1926].
- (mit Otto Eduard Schmidt): Aus Geschichte und Sage. Meißen, 1926.
- (mit anderen Autoren): Zur Praxis des Geschichtsunterrichtes in Preußen, Bayern, Sachsen und Österreich (Handbuch für die Geschichtslehrer, Bd. 1). Wien, 1927.
- Einführung in die Reichsverfassung (= Hilfs- und Lehrbücher für den höheren Unterricht, Heft 8). Jaeger'sche Verlagsbuchhandlung, Leipzig, 1927.
- Rat der Stadt Meissen (Hrsg.): Die Stadt Meissen und ihre Umgebung. Dari-Verlag, Berlin-Halensee, 1928.